# FCローゼンゴード
FCローゼンゴード（スウェーデン語：FC Rosengård）は、スウェーデンのスコーネ地方にあるマルメを本拠地とする女子のプロサッカーチーム。スウェーデンの女子サッカーリーグ・ダームアルスヴェンスカンに所属。以前の名称はマルメFFダム（Malmö FF Dam、1970-2007）、LdB FCマルメ（LdB FC Malmö、2007-2013）。現在は男子チームと併合されて共通のチーム名を使用している。

## 歴史
1970年9月7日、マルメFFの委員会はクラブの一部として女子チームを発足させることを決定した。チーム名は男子チームと区別するために「女性」を意味する「ダム」を付けてマルメFFダムと呼ばれることになった。
1986年にスウェーデンの女子サッカーリーグ・ディビジョン1で初優勝を遂げた。ディビジョン1は1988年にダームアルスヴェンスカンが創設されるまで女子リーグの最高峰だった。ダームアルスヴェンスカンではリーグ3年目の1990に初制覇を遂げた。
2007年4月、マルメFFダムはチーム名がLdB FCマルメに変更され、マルメFFからは独立したクラブとなった。
チーム名がLdB FCマルメに変更されてからは、2010年にダームアルスヴェンスカンで優勝し、UEFA女子チャンピオンズリーグ 2011-12への出場権を獲得した。2011年にもリーグを制覇し連覇を達成したが、2012年シーズンでは最終節のティレソーFF戦でホームで0-1で敗れ、ティレソーに得失点差で上回られて優勝を逃した。2013年シーズンではティレソーをアウェイで3-2で破り、再びリーグタイトルを手にした。
2013年10月、LdB FCマルメはFCローゼンゴードと合併し、チーム名も変更された。チームは2014年の2015年のダームアルスヴェンスカンで優勝を成し遂げ、LdB FCマルメ時代の2013年と合わせて史上初のリーグ3連覇を達成した。

## 獲得タイトル
注：獲得タイトルはマルメFFダム、LdB FCマルメ、FCローゼンゴードの時代すべてを含む

### 国内

#### リーグ戦
- ダームアルスヴェンスカン
  - 優勝 （13）: 1990、1991、1993、1994、2010、2011、2013、2014、2015、2019、2021、2022、2024
  - 準優勝（10）: 1989、1996、1997、1998、1999、2000、2001、2002、2005、2012
- ディビジョン1
  - 優勝（1）: 1986
- ディビジョン2
  - 優勝（1）: 1980

#### カップ戦
- スヴェンスカ・クッペン・ダメル
  - 優勝（3）: 1990、1997、2016
  - 準優勝(1)：2003、2015
- スベンスカ・スーパーカップ
  - 優勝（3）: 2011、2012、2015

## 現所属メンバー

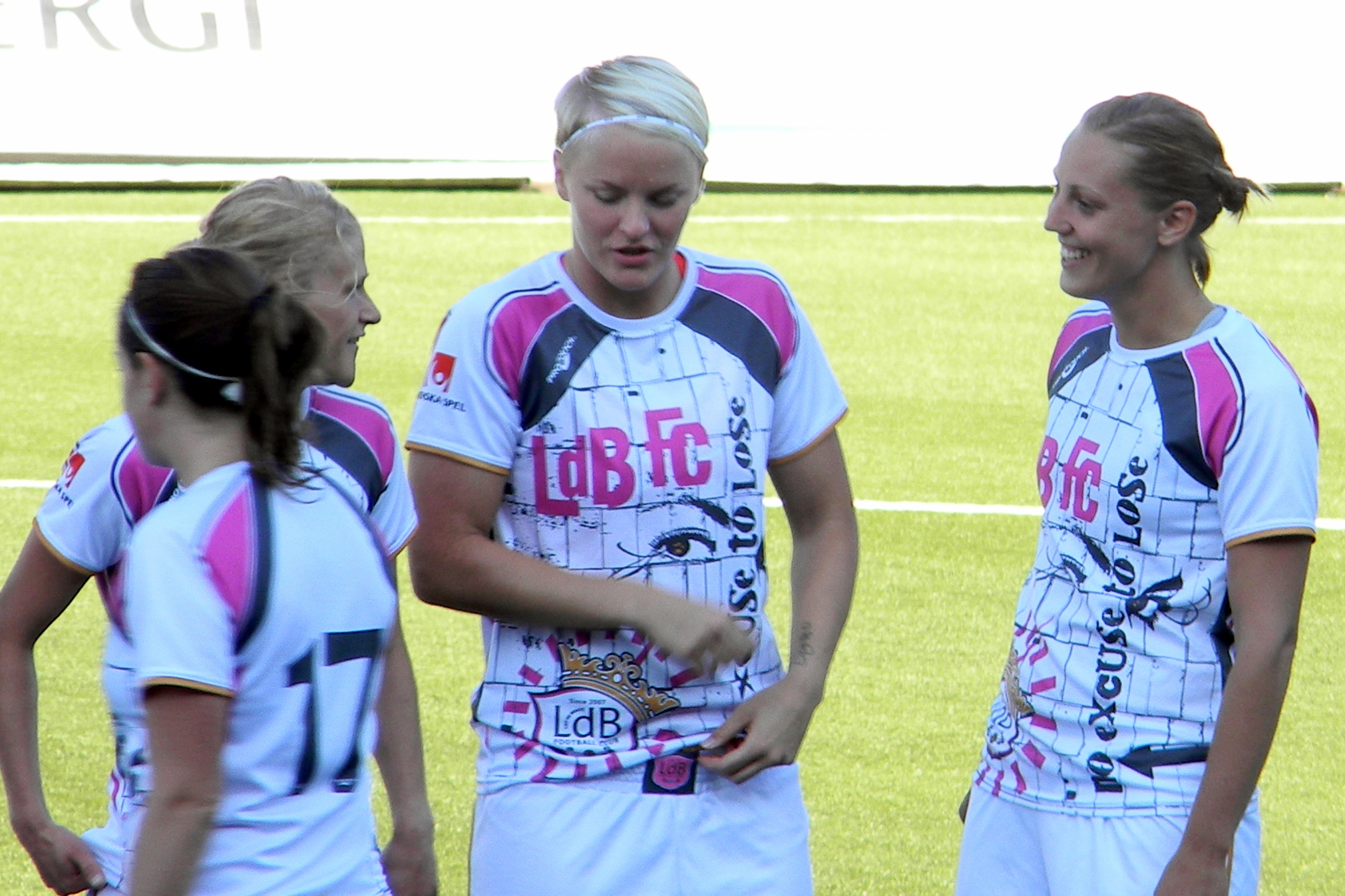
2011年に在籍したニーラ・フィッシャー（真ん中）

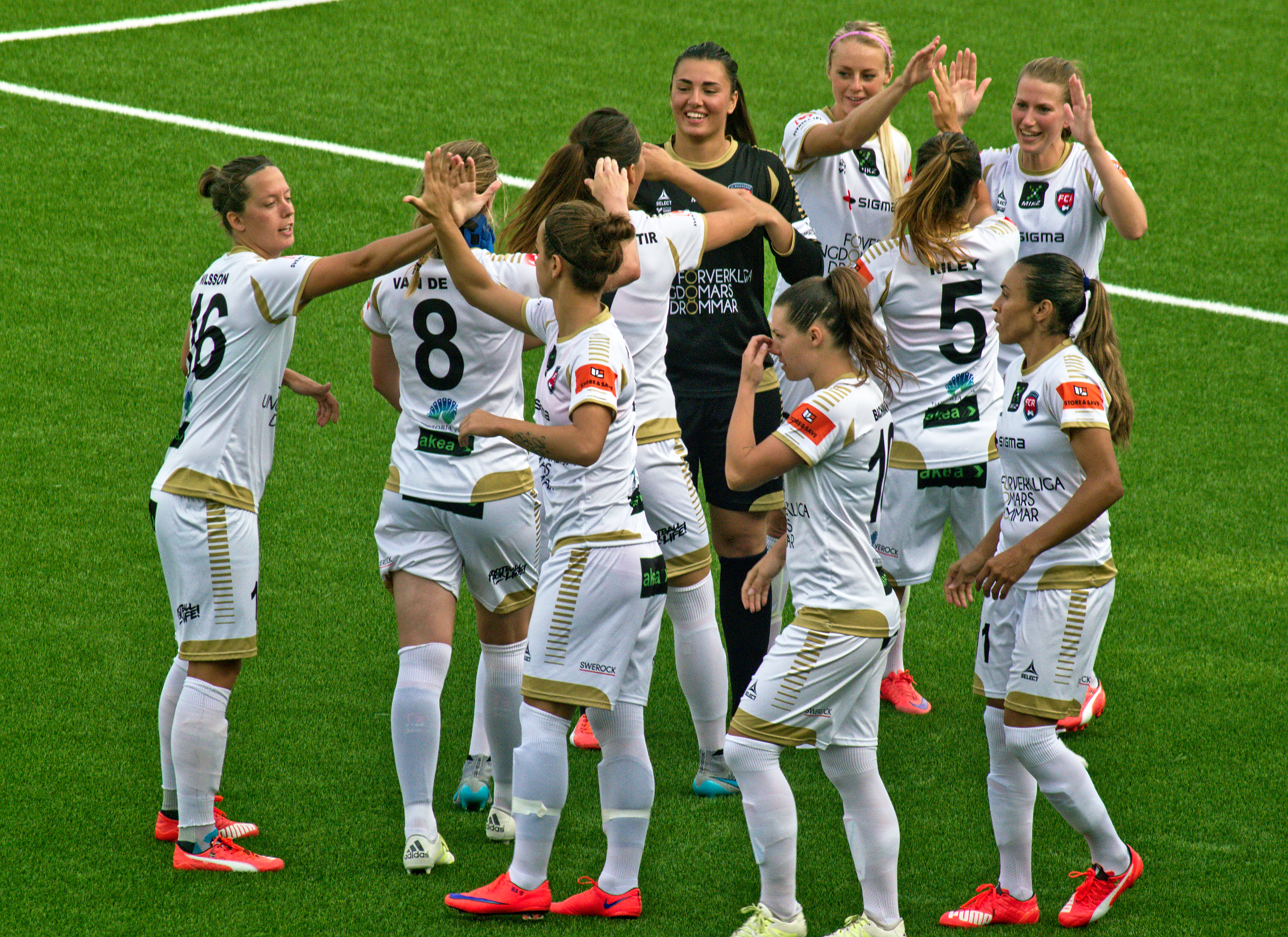
FCローゼンゴード（2015年8月）

2024年6月4日現在
注：選手の国籍表記はFIFAの定めた代表資格ルールに基づく。
| No. | Pos. |                | 選手名                       |
| --- | ---- | -------------- | ---------------------------- |
| 1   | GK   | スコットランド | アーサ・カミングス           |
| 3   | DF   | アイスランド   | グズルン・アルナルドッティル |
| 5   | MF   | フィンランド   | アンニ・ハルティカイネン     |
| 6   | MF   | フィンランド   | リア・エーリング             |
| 8   | DF   | ドイツ         | レベッカ・クナーク           |
| 10  | MF   | 日本           | 谷川萌々子                   |
| 11  | MF   | スウェーデン   | エンマ・ヨンソン             |
| 12  | GK   | スウェーデン   | エンジェル・ムカサ           |
| 13  | MF   | デンマーク     | オリビア・ホルト             |
| 14  | MF   | スウェーデン   | エミリア・ラーション         |
| 15  | DF   | スウェーデン   | イェシカ・ヴィク             |
| 16  | FW   | 日本           | 門脇真依                     |

| No. | Pos. |              | 選手名                     |
| --- | ---- | ------------ | -------------------------- |
| 17  | MF   | スウェーデン | カロリーネ・セーゲル       |
| 18  | MF   | ナイジェリア | ハリマトゥ・アインデ       |
| 19  | MF   | デンマーク   | ソフィー・ブレズゴー       |
| 20  | MF   | スウェーデン | ミア・ペーション           |
| 22  | MF   | スウェーデン | オリヴィア・スコウグ       |
| 24  | MF   | スウェーデン | ハンナ・アンデション       |
| 25  | DF   | スウェーデン | エマ・ベルイルンド         |
| 40  | MF   | スウェーデン | ベア・スプルング           |
| 44  | MF   | スウェーデン | ジョー＝アン・クロンキスト |
| 45  | FW   | スウェーデン | ティルデ・ビョルクルンド   |
| 46  | DF   | スウェーデン | ミカエラ・ストヤノフスカ   |
| 48  | GK   | スウェーデン | ディサ・ヘルウィグ         |

## 歴代所属選手
- フォルミガ 2004-2005
- アーニャ・ミッターク 2012-2015、2017-2019
- マルタ 2014-2017
- リーケ・マルテンス 2016-2017
- 門脇真依 2023-
- 谷川萌々子 2024-